# Cementerio de Bellu
Bellu es el nombre del cementerio más famoso y monumental de Bucarest.

## Historia

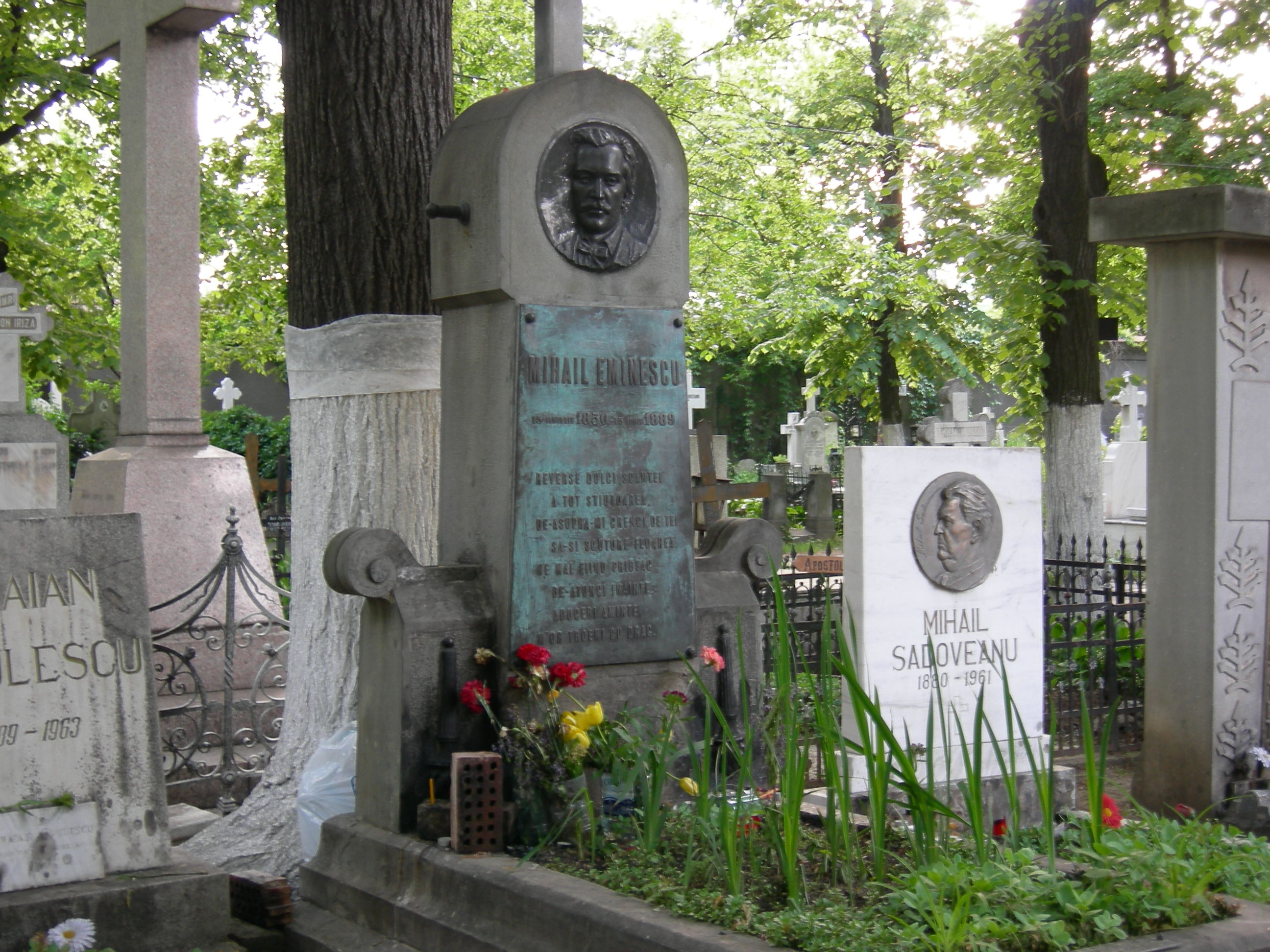
Tumba del poeta Mihai Eminescu

Está situado en un terreno donado al ayuntamiento por el barón Barbu Bellu, de quien recibe el nombre. En aquel momento, el solar se encontraba en las afueras de la ciudad, se inauguró en 1858, se dedicó a la confesión ortodoxa rumana y pronto se convirtió en el favorito de las familias aristocráticas y pudientes de la ciudad, que encargaron ricos panteones decorados por los mejores artistas
En mayo de 1999 fue visitado por el papa Juan Pablo II durante su visita a Rumania y realizó un homenaje a los cristianos perseguidos por el régimen comunista.
Las personalidades enterradas, la belleza del lugar (lleno de árboles) y la monumentalidad o pintoresquismo de esculturas y panteones lo han convertido en un reclamo turístico de la capital rumana.

## Personas enterradas
- Anexo:Personalidades enterradas en el Cementerio de Bellu